# Le Tour du monde en quatre-vingts jours (mini-série)
Pour les articles homonymes, voir Le Tour du monde en quatre-vingts jours (homonymie).
Le Tour du monde en quatre-vingts jours est une mini-série télévisée américaine réalisée par Buzz Kulik en 1989.

## Synopsis
Phileas Fogg est un gentleman dans la plus pure tradition britannique. À la suite d'un pari avec un autre membre de son institution, le Reform Club, il décide de faire le tour du monde en 80 jours pour prouver sa théorie que la Terre peut facilement être traversée en un très court laps de temps. Il engage un nouveau majordome pour l'accompagner dans ce périple, le Français Jean Passepartout...

## Fiche technique
- Titre original : Around the World in 80 Days
- Réalisation : Buzz Kulik
- Adaptation : John Gay d'après le roman de Jules Verne
- Musique : Billy Goldenberg
- Directeur de la photographie : Nicholas D. Knowland
- Montage : David Beatty, Les Green et Peter Parasheles
- Distribution : Madalena Chan, Rachelle Farberman et Rose Tobias Shaw
- Création des décors : Mike Porter
- Direction artistique : Jonathan Cheung, Lek Chaiyan Chunsuttiwat, Vladislav Lasic et Ian Watson
- Décoration de plateau : Chun Yee Fung, Roger Hulme et Svetislav Todorovic
- Création des costumes : Emma Porteous
- Supervision du maquillage : Giancarlo Del Brocco
- Effets spéciaux : Antonio Corridori et Dusan Mihailovic
- Pays d'origine :  Italie /  Allemagne /  États-Unis /  Yougoslavie
- Langue : Anglais / Français
- Durée : 267 minutes
- Son : Stéréo
- Image : Couleurs (Eastmancolor)
- Ratio écran : 1.33:1
- Caméra : Panavision
- Format négatif : 35 mm
- Procédé cinématographique : Sphérique
- Compagnies de production : Avala Film / Harmony Gold / Rete Europa / Salon Films / Valente-Baerwald Productions
- Compagnie de distribution : NBC

- Date de diffusion :  États-Unis : 16 avril 1989

## Distribution
- Pierce Brosnan (VF : Claude Giraud) : Phileas Fogg
- Eric Idle (VF : Francis Lax) : Jean Passepartout
- Julia Nickson-Soul (VF : Frédérique Tirmont) : princesse Aouda
- Peter Ustinov (VF : Philippe Dumat) : détective Wilbur Fix
- Jack Klugman (VF : Henri Poirier) : capitaine Bunsby
- Roddy McDowall (VF : Philippe Mareuil) : McBaines
- Darren McGavin : Benjamin Mudge
- Robert Morley (VF : Henri Poirier) : Wentworth
- Stephen Nichols (VF : Bernard Gabay) : Jesse James
- Lee Remick (VF : Béatrice Delfe) : Sarah Bernhardt
- Jill St John : femme prise par erreur pour la princesse Aouda
- Robert Wagner (VF : Dominique Paturel) : Alfred Bennett
- Arielle Dombasle (VF : Elle-même) : Lucette
- Gabriele Ferzetti (VF : Jean Michaud) : le chef de la police italienne
- John Hillerman (VF : Bernard Dhéran) : Sir Francis Commarty
- Christopher Lee (VF : Jean-Claude Balard) : Stuart
- Patrick Macnee (VF : Jean Berger) : Ralph Gautier
- Henry Gibson : le conducteur transaméricain imberbe (VF : Jacques Ferrière) / le conducteur transaméricain moustachu (VF : Jean Lescot)
- John Mills : Faversham
- Jean-Pierre Castaldi (VF : Lui-même) : Lenoir, l'inventeur d'un moteur pour dirigeable
- Rick Jason : Cornelius Vanderbilt
- Pernell Roberts : capitaine Speedy
- James Sikking : Jenks
- Hugo de Vernier : Louis Pasteur
- Simon Ward : Flannigan
- Anna Massey : Reine Victoria
- Ian McNeice : Batcular
- Cassie Stuart : Madelaine
- Michael Gable (VF : Vincent Grass) : Frank James
- Abraham Lee (VF : Philippe Peythieu) : Carnatic Steamship clerk
- Sai-Kit Yung (VF : Denis Laustriat) : Bayfront Hotel clerk
- Peter Sharman (VF : Serge Sauvion) : English Consul clerk
- Tariq Yunus (VF : Bernard Tixier) : prince Bayinnaung

## Différences avec le roman originel
Cette mini-série ajoute de nombreuses péripéties au récit original de Jules Verne. De ce fait on y rencontre de nombreux personnages, réels ou imaginaires, qui ne figurent pas dans le roman, dont notamment Sarah Bernhardt, Louis Pasteur, Lenoir, Lucette, Cornelius Vanderbilt, les frères Jesse et Frank James, le prince Bayinnaung, l'impératrice Cixi ou la reine Victoria.
Alors que dans le roman les modes de transport utilisés et le temps nécessaire à chaque étape, qui constituent la trame du récit, sont rigoureusement détaillés avec réalisme, ils sont beaucoup plus fantaisistes dans la mini-série : on y voit apparaitre "Le Nuage Pourpre", un dirigeable capable de parcourir la distance de Rome à Brindisi en une heure, autrement dit de voler à plus de 460 km/h malgré son aérodynamisme de caisse à savon. Quant au détour par la Birmanie et, plus encore, celui d'au moins 6 jours par Pékin (la Chine n'avait pas encore de chemins de fer), ils semblent n'avoir aucune incidence sur la durée totale du voyage.